# Leichtathletik-Weltmeisterschaften 1995/200 m der Männer

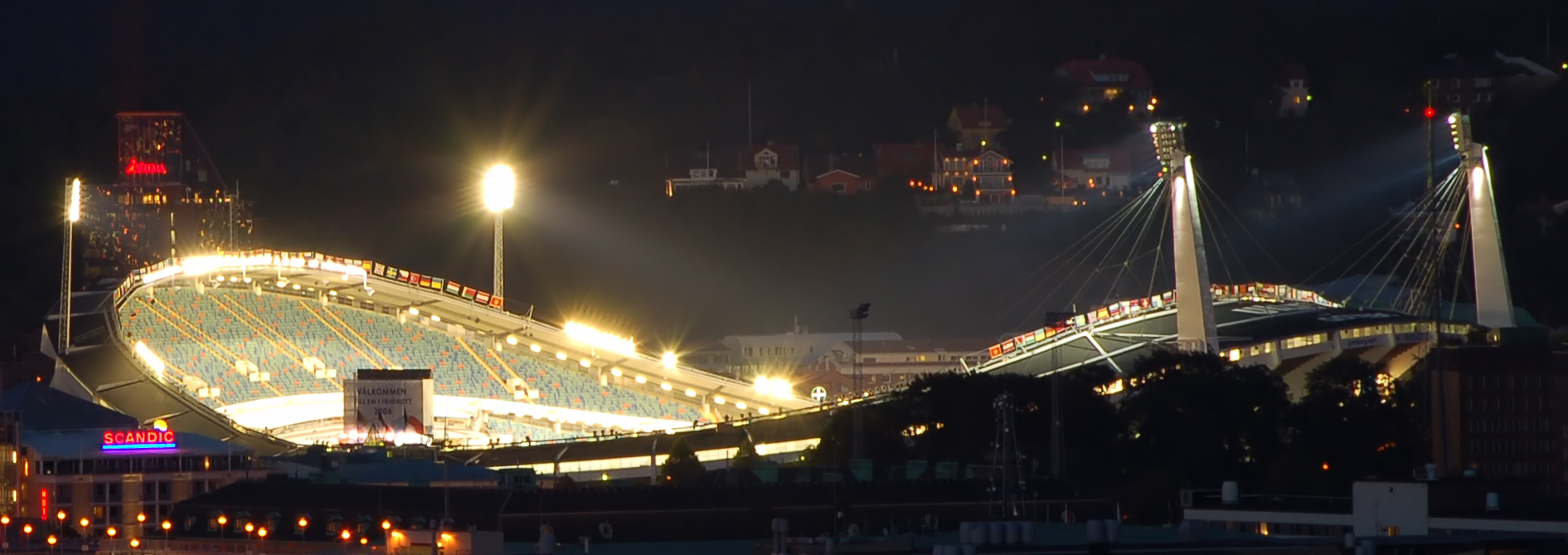
Das Göteborger Ullevi-Stadion im Jahr 2006

Der 200-Meter-Lauf der Männer bei den Leichtathletik-Weltmeisterschaften 1995 wurde am 10. und 11. August 1995 im Göteborger Ullevi-Stadion ausgetragen.
In diesem Wettbewerb errangen die US-amerikanischen Sprinter mit Gold und Bronze zwei Medaillen. Es siegte der Weltmeister von 1991 Michael Johnson, der 1993 Weltmeister über 400 Meter war und mit der 4-mal-400-Meter-Staffel seines Landes 1992 Olympiagold sowie 1993 WM-Gold gewonnen hatte. Auch hier in Göteborg hatte Michael Johnson zwei Tage zuvor über 400 Meter gesiegt und wurde am Schlusstag Weltmeister über 4 × 400 Meter. Den zweiten Rang belegte der namibische Titelverteidiger, Vizeweltmeister von 1991 und zweifache Olympiazweite von 1992 (100 Meter/200 Meter) Frank Fredericks. Bronze ging an den Jeff Williams.

## Rekorde

### Bestehende Rekorde
| Weltrekord               | 19,72 s | Pietro Mennea    | Mexiko-Stadt, Mexiko              | 12. September 1979 |
| Weltmeisterschaftsrekord | 19,85 s | Frank Fredericks | WM 1993 in Stuttgart, Deutschland | 20. August 1993    |

### Rekordverbesserung
Der US-amerikanische Weltmeister Michael Johnson verbesserte den bestehenden WM-Rekord im Finale am 11. August trotz eines Gegenwinds von 0,5 m/s um sechs Hundertstelsekunden auf 19,79 s.
Den Weltrekord verfehlte Michael Johnson dabei um nur sieben Hundertstelsekunden.

## Vorrunde
Die Vorrunde wurde in neun Läufen durchgeführt. Die ersten drei Athleten pro Lauf – hellblau unterlegt – sowie die darüber hinaus fünf zeitschnellsten Läufer – hellgrün unterlegt – qualifizierten sich für das Viertelfinale.

### Vorlauf 1
10. August 1995, 9:40 Uhr
Wind: +0,9 m/s
| Platz | Name                | Nation              | Zeit (s)                         |
| ----- | ------------------- | ------------------- | -------------------------------- |
| 1     | Patrick Stevens     | Belgien             | 20,54                            |
| 2     | Andrew Tynes        | Bahamas             | 20,56                            |
| 3     | Alexios Alexopoulos | Griechenland        | 20,59                            |
| 4     | Kevin Widmer        | Schweiz             | 20,69                            |
| 5     | Alexander Lack      | Deutschland         | 20,97                            |
| 6     | Benjamin Sirimou    | Kamerun             | 21,42                            |
| 7     | Tawanda Chiwira     | Simbabwe            | 21,51                            |
| DSQ   | Li Xiaoping         | Volksrepublik China | IAAF Rule 163.3 – Bahnübertreten |

### Vorlauf 2

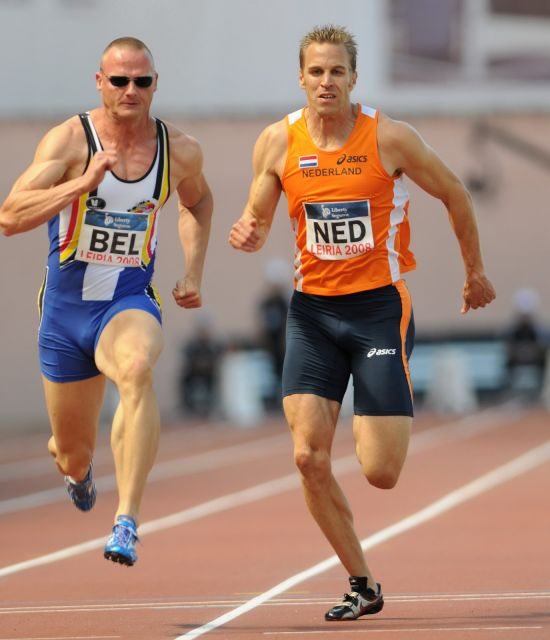
21,01 s reichten Erik Wijmeersch (rechts) nicht zur Teilnahme am Viertelfinale

10. August 1995, 9:46 Uhr
Wind: +0,2 m/s
| Platz | Name                  | Nation         | Zeit (s)                         |
| ----- | --------------------- | -------------- | -------------------------------- |
| 1     | Michael Johnson       | USA            | 20,57                            |
| 2     | Jean-Charles Trouabal | Frankreich     | 20,66                            |
| 3     | Charles Gitonga       | Kenia          | 20,72                            |
| 4     | Darren Braithwaite    | Großbritannien | 20,87                            |
| 5     | Erik Wijmeersch       | Belgien        | 21,01                            |
| 6     | Torbjörn Eriksson     | Schweden       | 21,03                            |
| 7     | Christopher Sayeh     | Liberia        | 23,84                            |
| DSQ   | Troy Douglas          | Bermuda        | IAAF Rule 163.3 – Bahnübertreten |

### Vorlauf 3
10. August 1995, 9:52 Uhr
Wind: −0,3 m/s
| Platz | Name                       | Nation              | Zeit (s) |
| ----- | -------------------------- | ------------------- | -------- |
| 1     | Obadele Thompson           | Barbados            | 20,63    |
| 2     | Emmanuel Tuffour           | Ghana               | 20,75    |
| 3     | Ato Boldon                 | Trinidad und Tobago | 20,76    |
| 4     | Sergejs Inšakovs           | Lettland            | 20,78    |
| 5     | Dean Capobianco            | Australien          | 20,88    |
| 6     | Marcelo Brivilati Da Silva | Brasilien           | 21,02    |
| 7     | Jordi Mayoral              | Spanien             | 21,11    |
| 8     | Antonio Ichiou             | Nördliche Marianen  | 24,28    |

### Vorlauf 4

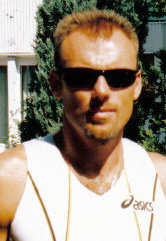
Robert Maćkowiak fehlten mit seinen 20,83 s zwei Hundertstelsekunden, um im Viertelfinale dabei zu sein

10. August 1995, 9:58 Uhr
Wind: +1,1 m/s
| Platz | Name             | Nation                         | Zeit (s) |
| ----- | ---------------- | ------------------------------ | -------- |
| 1     | Jeff Williams    | USA                            | 20,56    |
| 2     | David Dollé      | Schweiz                        | 20,69    |
| 3     | Thomás Sbókos    | Griechenland                   | 20,71    |
| 4     | Mark Keddell     | Neuseeland                     | 20,81    |
| 5     | Robert Maćkowiak | Polen                          | 20,83    |
| 6     | Peter Ogilvie    | Kanada                         | 21,18    |
| 7     | Eswort Coombs    | St. Vincent und die Grenadinen | 21,27    |
| 8     | Martin Frick     | Liechtenstein                  | 21,89    |

### Vorlauf 5
10. August 1995, 10:04 Uhr
Wind: +0,8 m/s
| Platz | Name              | Nation     | Zeit (s) |
| ----- | ----------------- | ---------- | -------- |
| 1     | Steve Brimacombe  | Australien | 20,74    |
| 2     | Geir Moen         | Norwegen   | 20,80    |
| 3     | Kōji Itō          | Japan      | 20,80    |
| 4     | Riaan Dempers     | Südafrika  | 20,97    |
| 5     | Alexander Sokolow | Russland   | 21,17    |
| 6     | Alain Reimann     | Schweiz    | 21,28    |
| 7     | Ricardo Roach     | Chile      | 21,65    |
| 8     | Trevor Davis      | Anguilla   | 22,03    |

### Vorlauf 6
10. August 1995, 10:10 Uhr
Wind: +1,0 m/s
| Platz | Name                     | Nation              | Zeit (s)                    |
| ----- | ------------------------ | ------------------- | --------------------------- |
| 1     | Damien Marsh             | Australien          | 20,65                       |
| 2     | John Regis               | Großbritannien      | 20,78                       |
| 3     | Lars Hedner              | Schweden            | 20,85                       |
| 4     | Joseph Loua              | Guinea              | 21,06                       |
| 5     | Huang Danwei             | Volksrepublik China | 21,16                       |
| 6     | Justice Dipeba           | Botswana            | 21,17                       |
| DSQ   | Georgios Panagiotopoulos | Griechenland        | IAAF Rule 162.8 – Fehlstart |
| DNS   | Deji Aliu                | Nigeria             |                             |

### Vorlauf 7
10. August 1995, 10:16 Uhr
Wind: +2,0 m/s
| Platz | Name                     | Nation         | Zeit (s) |
| ----- | ------------------------ | -------------- | -------- |
| 1     | Claudinei da Silva       | Brasilien      | 20,44    |
| 2     | Solomon Wariso           | Großbritannien | 20,51    |
| 3     | Iván García              | Kuba           | 20,70    |
| 4     | Sergey Osovic            | Ukraine        | 20,70    |
| 5     | Francisco Javier Navarro | Spanien        | 20,88    |
| 6     | Boevi Menelik Lawson     | Togo           | 21,06    |
| 7     | Jun Osakada              | Japan          | 21,25    |
| 8     | Brahim Abdoulaye         | Tschad         | 21,86    |

### Vorlauf 8
10. August 1995, 10:22 Uhr
Wind: +0,5 m/s
| Platz | Name                    | Nation              | Zeit (s) |
| ----- | ----------------------- | ------------------- | -------- |
| 1     | Robson Caetano da Silva | Brasilien           | 20,53    |
| 2     | Robert Kurnicki         | Deutschland         | 20,61    |
| 3     | Raymond Stewart         | Jamaika             | 20,83    |
| 4     | Carlos Gats             | Argentinien         | 21,02    |
| 5     | Daniel Cojocaru         | Rumänien            | 21,09    |
| 6     | Kurvin Wallace          | St. Kitts und Nevis | 21,29    |
| 7     | Antoine Boussombo       | Gabun               | 21,32    |
| DNS   | Olapade Adeniken        | Nigeria             |          |

### Vorlauf 9
10. August 1995, 10:28 Uhr
Wind: +0,6 m/s
| Platz | Name                | Nation                       | Zeit (s) |
| ----- | ------------------- | ---------------------------- | -------- |
| 1     | Frank Fredericks    | Namibia                      | 20,73    |
| 2     | Chris Donaldson     | Neuseeland                   | 20,75    |
| 3     | Neil de Silva       | Trinidad und Tobago          | 20,77    |
| 4     | Kevin Little        | USA                          | 20,80    |
| 5     | Marc Blume          | Deutschland                  | 20,86    |
| 6     | Miguel Janssen      | Aruba                        | 21,31    |
| 7     | Keith Smith         | Amerikanische Jungferninseln | 21,63    |
| DNF   | Wladyslaw Dolohodin | Ukraine                      |          |

## Viertelfinale
Aus den vier Viertelfinalläufen qualifizierten sich die jeweils ersten vier Athleten – hellblau unterlegt – für das Halbfinale.

### Viertelfinallauf 1
10. August 1995, 17:20 Uhr
Wind: +0,1 m/s
| Platz | Name                | Nation       | Zeit (s) |
| ----- | ------------------- | ------------ | -------- |
| 1     | Michael Johnson     | USA          | 20,35    |
| 2     | Patrick Stevens     | Belgien      | 20,41    |
| 3     | Andrew Tynes        | Bahamas      | 20,49    |
| 4     | Alexios Alexopoulos | Griechenland | 20,57    |
| 5     | David Dollé         | Schweiz      | 20,84    |
| 6     | Lars Hedner         | Schweden     | 20,87    |
| 7     | Charles Gitonga     | Kenia        | 20,90    |
| 8     | Mark Keddell        | Neuseeland   | 40,08    |

### Viertelfinallauf 2
10. August 1995, 17:25 Uhr
Wind: +0,4 m/s
| Platz | Name                  | Nation       | Zeit (s)                         |
| ----- | --------------------- | ------------ | -------------------------------- |
| 1     | Jeff Williams         | USA          | 20,36                            |
| 2     | Iván García           | Kuba         | 20,52                            |
| 3     | Obadele Thompson      | Barbados     | 20,57                            |
| 4     | Jean-Charles Trouabal | Frankreich   | 20,60                            |
| 5     | Robert Kurnicki       | Deutschland  | 20,67                            |
| 6     | Kevin Widmer          | Schweiz      | 20,74                            |
| 7     | Sergey Osovic         | Ukraine      | 21,60                            |
| DSQ   | Thomás Sbókos         | Griechenland | IAAF Rule 163.3 – Bahnübertreten |

### Viertelfinallauf 3

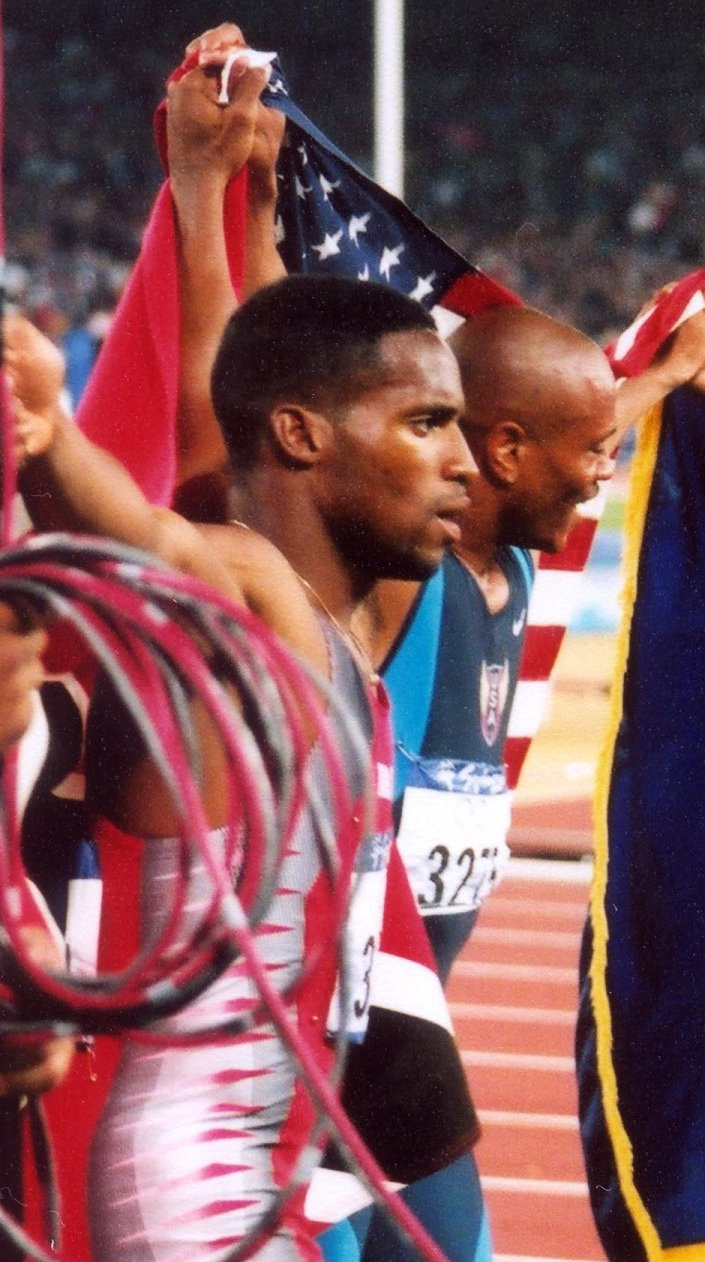
Ato Boldon (hier im Jahr 2000), Dritter über 100 Meter, schied mit 21,81 s unter Wert im Viertelfinale aus

10. August 1995, 17:30 Uhr
Wind: +0,8 m/s
| Platz | Name               | Nation              | Zeit (s) |
| ----- | ------------------ | ------------------- | -------- |
| 1     | Frank Fredericks   | Namibia             | 20,26    |
| 2     | Claudinei da Silva | Brasilien           | 20,35    |
| 3     | John Regis         | Großbritannien      | 20,51    |
| 4     | Steve Brimacombe   | Australien          | 20,52    |
| 5     | Sergejs Inšakovs   | Lettland            | 20,73    |
| 6     | Kōji Itō           | Japan               | 20,80    |
| 7     | Chris Donaldson    | Neuseeland          | 20,82    |
| 8     | Neil de Silva      | Trinidad und Tobago | 21,01    |

### Viertelfinallauf 4
10. August 1995, 17:35 Uhr
Wind: −0,1 m/s
| Platz | Name                    | Nation              | Zeit (s) |
| ----- | ----------------------- | ------------------- | -------- |
| 1     | Robson Caetano da Silva | Brasilien           | 20,33    |
| 2     | Geir Moen               | Norwegen            | 20,37    |
| 3     | Damien Marsh            | Australien          | 20,49    |
| 4     | Solomon Wariso          | Großbritannien      | 20,55    |
| 5     | Kevin Little            | USA                 | 20,60    |
| 6     | Emmanuel Tuffour        | Ghana               | 20,61    |
| 7     | Ato Boldon              | Trinidad und Tobago | 21,81    |
| DNS   | Raymond Stewart         | Jamaika             |          |

## Halbfinale
Aus den beiden Halbfinalläufen qualifizierten sich die jeweils ersten vier Athleten – hellblau unterlegt – für das Finale.

### Halbfinallauf 1
11. August 1995, 17:05 Uhr
Wind: +0,3 m/s
| Platz | Name                    | Nation         | Zeit (s) |
| ----- | ----------------------- | -------------- | -------- |
| 1     | Michael Johnson         | USA            | 20,01    |
| 2     | Robson Caetano da Silva | Brasilien      | 20,20    |
| 3     | Geir Moen               | Norwegen       | 20,32    |
| 4     | John Regis              | Großbritannien | 20,39    |
| 5     | Damien Marsh            | Australien     | 20,39    |
| 6     | Jean-Charles Trouabal   | Frankreich     | 20,58    |
| 7     | Alexios Alexopoulos     | Griechenland   | 20,78    |
| 8     | Patrick Stevens         | Belgien        | 20,79    |

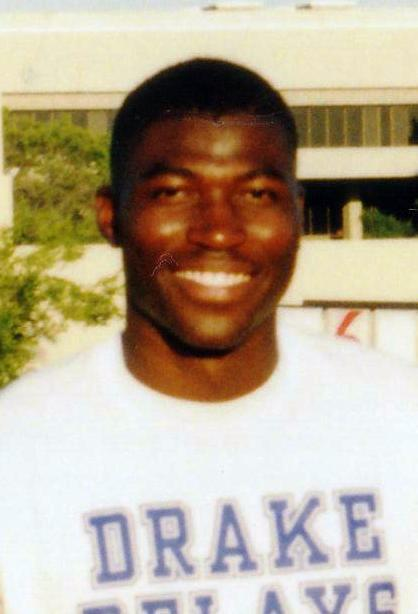
Andrew Tynes lief im Halbfinale 20,72 s und schied damit aus

### Halbfinallauf 2

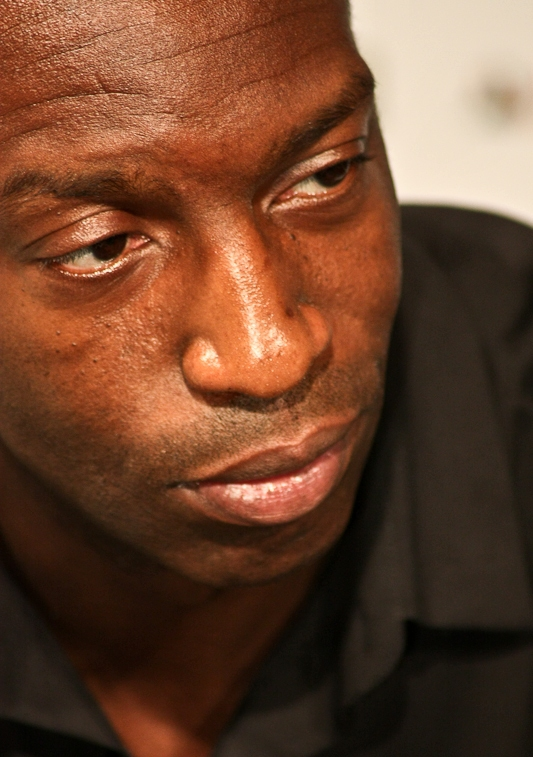
Weltmeister Michal Johnson – mit drei Goldmedaillen erfolgreichster Athlet bei diesen Weltmeisterschaften

11. August 1995, 17:12 Uhr
Wind: −0,9 m/s
| Platz | Name               | Nation         | Zeit (s) |
| ----- | ------------------ | -------------- | -------- |
| 1     | Frank Fredericks   | Namibia        | 20,28    |
| 2     | Jeff Williams      | USA            | 20,32    |
| 3     | Claudinei da Silva | Brasilien      | 20,37    |
| 4     | Iván García        | Kuba           | 20,45    |
| 5     | Solomon Wariso     | Großbritannien | 20,58    |
| 6     | Steve Brimacombe   | Australien     | 20,59    |
| 7     | Obadele Thompson   | Barbados       | 20,66    |
| 8     | Andrew Tynes       | Bahamas        | 20,72    |

## Finale
11. August 1995, 19:45 Uhr
Wind: +0,5 m/s
| Platz | Name                    | Nation         | Zeit (s) |
| ----- | ----------------------- | -------------- | -------- |
| 1     | Michael Johnson         | USA            | 19,79 CR |
| 2     | Frank Fredericks        | Namibia        | 20,12    |
| 3     | Jeff Williams           | USA            | 20,18    |
| 4     | Robson Caetano da Silva | Brasilien      | 20,21    |
| 5     | Claudinei da Silva      | Brasilien      | 20,40    |
| 6     | Geir Moen               | Norwegen       | 20,51    |
| 7     | John Regis              | Großbritannien | 20,67    |
| 8     | Iván García             | Kuba           | 20,77    |

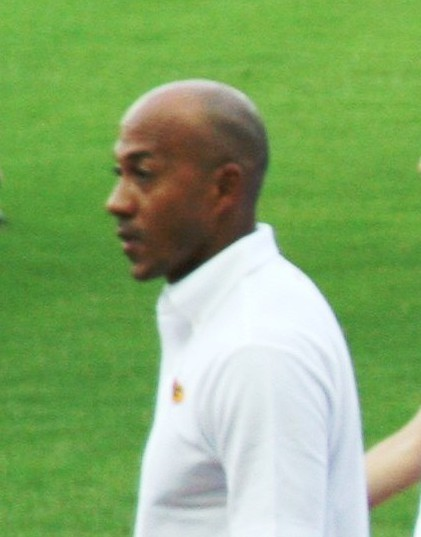
Für Titelverteidiger Frank Fredericks gab es diesmal Silber
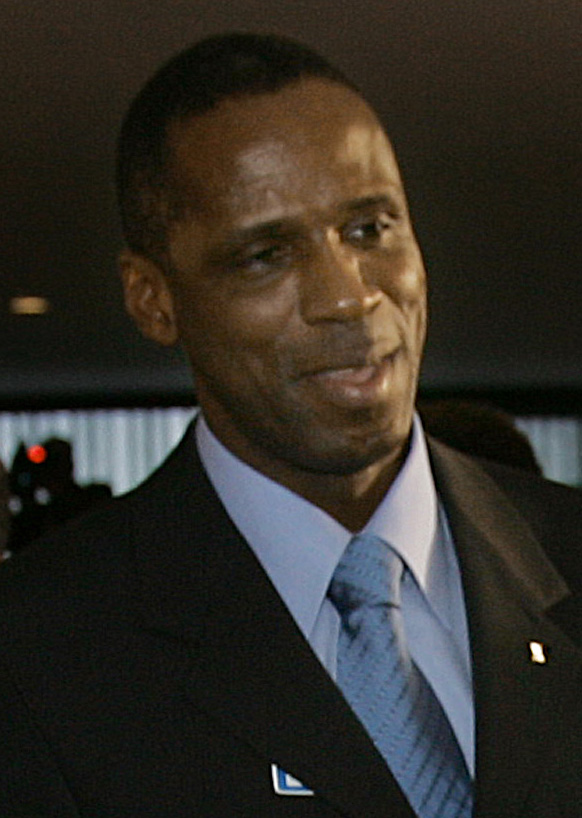
Robson Caetano da Silva fehlten auf seinem vierten Rang drei Hundertstelsekunden zur Bronzemedaille
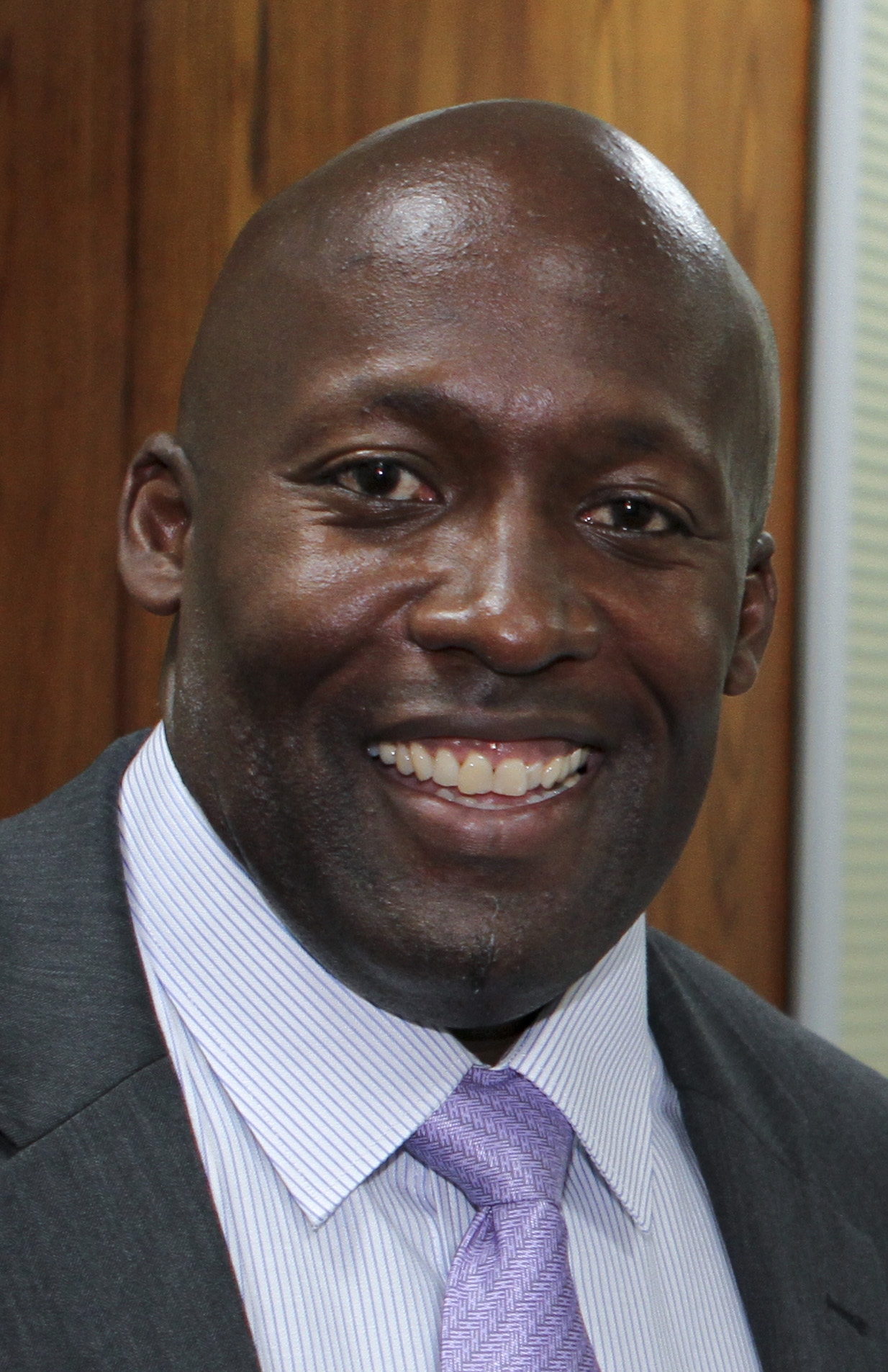
John Regis, 1993 Vizeweltmeister und 1990 Europameister, erreichte diesmal Platz sieben

## Video
- Michael Johnson:200m.Gold-World Championships,Gothenburg,1995, Video veröffentlicht am 13. Mai 2013 auf youtube.com, abgerufen am 23. Mai 2020